# 横川端
横川 端（よこかわ ただし、1932年1月21日 - ）は日本の実業家。
すかいらーく創業者の一人であり、東京交響楽団会長を現任している。藍綬褒章受章。2002年、勲二等瑞宝章受章。

## 略歴
1932年（昭和7年）1月21日、横川家の長男として長野県諏訪市に生まれる。1947年（昭和22年）3月に長野県諏訪中学校（現長野県諏訪清陵高等学校）を中退し、同年4月に諏訪精工舎（現セイコーエプソン）に入社、後に諏訪精工舎を退社し、兄弟と共に設立した、ことぶき食品有限会社取締役になる。すかいらーくの専務取締役、代表取締役会長、取締役グループ統括機構代表理事、取締役最高顧問などを歴任した。2003年（平成15年）3月には兄弟全員と共にすかいらーくの経営から退いている。